# Världsmästerskapen i amatörboxning för damer 2022
Världsmästerskapen i amatörboxning för damer 2022 var den 12:e upplagan av världsmästerskapen i amatörboxning för damer. Tävlingen hölls mellan den 8 och 20 maj 2022 i Istanbul i Turkiet.
Mästerskapet hade en sammanlagd prispott på 2,4 miljoner dollar, där guldmedaljörerna fick 100 000 dollar, silvermedaljörerna 50 000 dollar och bronsmedaljörerna 25 000 dollar. Från senaste upplagan hade mästerskapet utökats från att innefatta 10 viktklasser till 12 viktklasser. Algeriet, Kosovo, Litauen, Moçambique, Spanien och Uzbekistan tog sina första medaljer vid VM i amatörboxning för damer.

## Program
Alla tider är lokala (UTC+3).
| Datu,            | Tid   | Omgång             |
| ---------------- | ----- | ------------------ |
| 9–10 maj         | 18:00 | Inledande omgångar |
| 11–12 maj        | 14:00 | Inledande omgångar |
| 11–12 maj        | 18:00 | Inledande omgångar |
| 13–14 maj        | 18:00 | Inledande omgångar |
| 15 maj           | 14:00 | Inledande omgångar |
| 15 maj           | 18:00 | Inledande omgångar |
| 16 maj           | 14:00 | Kvartsfinaler      |
| 16 maj           | 18:00 | Kvartsfinaler      |
| Vilodag (17 maj) |       |                    |
| 18 maj           | 14:00 | Semifinaler        |
| 18 maj           | 18:00 | Semifinaler        |
| 19–20 maj        | 18:00 | Finaler            |

## Medaljörer
| Gren                    | Guld                       | Silver                       | Brons                           |
| Stråvikt (48 kg)        | Ayşe Çağırır Turkiet       | Alua Balkibekova Kazakstan   | Aldana López Argentina          |
| Stråvikt (48 kg)        | Ayşe Çağırır Turkiet       | Alua Balkibekova Kazakstan   | Sevda Asenova Bulgarien         |
| Lätt flugvikt (50 kg)   | Buse Naz Çakıroğlu Turkiet | Ingrit Valencia Colombia     | Aziza Yokubova Uzbekistan       |
| Lätt flugvikt (50 kg)   | Buse Naz Çakıroğlu Turkiet | Ingrit Valencia Colombia     | Laura Fuertes Spanien           |
| Flugvikt (52 kg)        | Nikhat Zareen Indien       | Jutamas Jitpong Thailand     | Zhaina Shekerbekova Kazakstan   |
| Flugvikt (52 kg)        | Nikhat Zareen Indien       | Jutamas Jitpong Thailand     | Caroline de Almeida Brasilien   |
| Bantamvikt (54 kg)      | Hatice Akbaş Turkiet       | Lăcrămioara Perijoc Rumänien | Dina Zholaman Kazakstan         |
| Bantamvikt (54 kg)      | Hatice Akbaş Turkiet       | Lăcrămioara Perijoc Rumänien | Preedakamon Tintabthai Thailand |
| Fjädervikt (57 kg)      | Lin Yu-ting Taiwan         | Irma Testa Italien           | Karina Ibragimova Kazakstan     |
| Fjädervikt (57 kg)      | Lin Yu-ting Taiwan         | Irma Testa Italien           | Manisha Moun Indien             |
| Lättvikt (60 kg)        | Rashida Ellis USA          | Beatriz Ferreira Brasilien   | Alessia Mesiano Italien         |
| Lättvikt (60 kg)        | Rashida Ellis USA          | Beatriz Ferreira Brasilien   | Donjeta Sadiku Kosovo           |
| Superlättvikt (63 kg)   | Amy Broadhurst Irland      | Imane Khelif Algeriet        | Parveen Hooda Indien            |
| Superlättvikt (63 kg)   | Amy Broadhurst Irland      | Imane Khelif Algeriet        | Chelsey Heijnen Nederländerna   |
| Weltervikt (66 kg)      | Busenaz Sürmeneli Turkiet  | Charlie Cavanagh Kanada      | Ichrak Chaib Algeriet           |
| Weltervikt (66 kg)      | Busenaz Sürmeneli Turkiet  | Charlie Cavanagh Kanada      | Janjaem Suwannapheng Thailand   |
| Lätt mellanvikt (70 kg) | Lisa O'Rourke Irland       | Alcinda Panguana Moçambique  | Sema Çalışkan Turkiet           |
| Lätt mellanvikt (70 kg) | Lisa O'Rourke Irland       | Alcinda Panguana Moçambique  | Valentina Khalzova Kazakstan    |
| Mellanvikt (75 kg)      | Tammara Thibeault Kanada   | Atheyna Bylon Panama         | Rady Gramane Moçambique         |
| Mellanvikt (75 kg)      | Tammara Thibeault Kanada   | Atheyna Bylon Panama         | Davina Michel Frankrike         |
| Lätt tungvikt (81 kg)   | Gabrielė Stonkutė Litauen  | Oliwia Toborek Polen         | Jessica Bagley Australien       |
| Lätt tungvikt (81 kg)   | Gabrielė Stonkutė Litauen  | Oliwia Toborek Polen         | Elif Güneri Turkiet             |
| Tungvikt (+81 kg)       | Şennur Demir Turkiet       | Khadija Mardi Marocko        | Lidia Fidura Polen              |
| Tungvikt (+81 kg)       | Şennur Demir Turkiet       | Khadija Mardi Marocko        | Mokhira Abdullaeva Uzbekistan   |

## Medaljtabell
*   Värdland ( Turkiet)
| Nr                   | Nation               | Guld | Silver | Brons | Totalt |
| -------------------- | -------------------- | ---- | ------ | ----- | ------ |
| 1                    | Turkiet*             | 5    | 0      | 2     | 7      |
| 2                    | Irland               | 2    | 0      | 0     | 2      |
| 3                    | Kanada               | 1    | 1      | 0     | 2      |
| 4                    | Indien               | 1    | 0      | 2     | 3      |
| 5                    | Kinesiska Taipei     | 1    | 0      | 0     | 1      |
| 5                    | Litauen              | 1    | 0      | 0     | 1      |
| 5                    | USA                  | 1    | 0      | 0     | 1      |
| 8                    | Kazakstan            | 0    | 1      | 4     | 5      |
| 9                    | Thailand             | 0    | 1      | 2     | 3      |
| 10                   | Algeriet             | 0    | 1      | 1     | 2      |
| 10                   | Brasilien            | 0    | 1      | 1     | 2      |
| 10                   | Italien              | 0    | 1      | 1     | 2      |
| 10                   | Moçambique           | 0    | 1      | 1     | 2      |
| 10                   | Polen                | 0    | 1      | 1     | 2      |
| 15                   | Colombia             | 0    | 1      | 0     | 1      |
| 15                   | Marocko              | 0    | 1      | 0     | 1      |
| 15                   | Panama               | 0    | 1      | 0     | 1      |
| 15                   | Rumänien             | 0    | 1      | 0     | 1      |
| 19                   | Uzbekistan           | 0    | 0      | 2     | 2      |
| 20                   | Argentina            | 0    | 0      | 1     | 1      |
| 20                   | Australien           | 0    | 0      | 1     | 1      |
| 20                   | Bulgarien            | 0    | 0      | 1     | 1      |
| 20                   | Frankrike            | 0    | 0      | 1     | 1      |
| 20                   | Kosovo               | 0    | 0      | 1     | 1      |
| 20                   | Nederländerna        | 0    | 0      | 1     | 1      |
| 20                   | Spanien              | 0    | 0      | 1     | 1      |
| Totalt (26 nationer) | Totalt (26 nationer) | 12   | 12     | 24    | 48     |

## Deltagande nationer
310 idrottare från 72 länder samt IBA:s Fair Chance Team deltar i mästerskapet.
1. Algeriet (4)
2. Argentina (5)
3. Armenien (4)
4. Australien (10)
5. Barbados (1)
6. Bolivia (2)
7. Brasilien (4)
8. Bulgarien (6)
9. Burundi (1)
10. Caymanöarna (1)
11. Chile (1)
12. Colombia (4)
13. Dominikanska republiken (3)
14. Egypten (2)
15. England (4)
16. Fair Chance Team (2)
17. Filippinerna (1)
18. Finland (2)
19. Frankrike (5)
20. Grekland (2)
21. Guatemala (1)
22. Haiti (1)
23. Indien (12)
24. Irland (9)
25. Italien (8)
26. Japan (8)
27. Kanada (4)
28. Kap Verde (1)
29. Kazakstan (12)
30. Kenya (10)
31. Kirgizistan (1)
32. Kongo-Kinshasa (5)
33. Kosovo (1)
34. Kroatien (4)
35. Kuwait (1)
36. Lettland (1)
37. Litauen (3)
38. Mali (1)
39. Marocko (6)
40. Mexiko (3)
41. Moçambique (2)
42. Mongoliet (9)
43. Nederländerna (1)
44. Nepal (4)
45. Panama (1)
46. Paraguay (1)
47. Polen (8)
48. Puerto Rico (5)
49. Rumänien (5)
50. Senegal (2)
51. Serbien (6)
52. Sierra Leone (1)
53. Skottland (1)
54. Slovakien (1)
55. Slovenien (1)
56. Spanien (5)
57. Sverige (2)
58. Sydafrika (8)
59. Sydkorea (10)
60. Tadzjikistan (4)
61. Taiwan (7)
62. Thailand (6)
63. Tonga (1)
64. Trinidad och Tobago (2)
65. Turkiet (12) (Värdland)
66. Tyskland (7)
67. Ukraina (12)
68. Ungern (4)
69. USA (8)
70. Uzbekistan (10)
71. Venezuela (5)
72. Vietnam (1)
73. Wales (2)

- Boxare från Ryssland och Belarus fick inte deltaga i tävlingen efter att ha blivit avstänga på grund av Rysslands invasion av Ukraina.[6]